# Solbiatese Calcio 1989-1990
Questa pagina raccoglie le informazioni riguardanti la Solbiatese Calcio nelle competizioni ufficiali della stagione 1989-1990.

## Rosa
| N. |                   | Ruolo | Calciatore            |
| -- | ----------------- | ----- | --------------------- |
|    | Italia (bandiera) | P     | Massimiliano Adami    |
|    | Italia (bandiera) | C     | Walter Allievi        |
|    | Italia (bandiera) | D     | Valentino Angeloni    |
|    | Italia (bandiera) | C     | Giuseppe Bellavia     |
|    | Italia (bandiera) | P     | Alessandro Bianchessi |
|    | Italia (bandiera) | C     | Giovanni Caterino     |
|    | Italia (bandiera) | C     | Luca Coti             |
|    | Italia (bandiera) | C     | Luca Dessoni          |
|    | Italia (bandiera) | D     | Francesco Federico    |
|    | Italia (bandiera) | D     | Massimo Furno         |

| N. |                   | Ruolo | Calciatore           |
| -- | ----------------- | ----- | -------------------- |
|    | Italia (bandiera) | A     | Emilio Galelli       |
|    | Italia (bandiera) | C     | Bruno Limido         |
|    | Italia (bandiera) | C     | Walter Liset         |
|    | Italia (bandiera) | D     | Amedeo Mangone       |
|    | Italia (bandiera) | C     | Franco Monti         |
|    | Italia (bandiera) | A     | Stefano Paraluppi    |
|    | Italia (bandiera) | A     | Cristian Polidori    |
|    | Italia (bandiera) | C     | Patrizio Sala        |
|    | Italia (bandiera) | D     | Massimiliano Striuli |

## Risultati

### Campionato

#### Girone di andata
| 17 settembre 1989 1ª giornata | Ospitaletto | 1 – 1 | Solbiatese |  |

| 24 settembre 1989 2ª giornata | Solbiatese | 1 – 0 | Sassuolo |  |

| 1º ottobre 1989 3ª giornata | Legnano | 2 – 0 | Solbiatese |  |

| 8 ottobre 1989 4ª giornata | Solbiatese | 2 – 1 | Pergocrema |  |

| 15 ottobre 1989 5ª giornata | Virescit Bergamo | 0 – 0 | Solbiatese |  |

| 22 ottobre 1989 6ª giornata | Solbiatese | 1 – 1 | Suzzara |  |

| 29 ottobre 1989 7ª giornata | Pro Sesto | 1 – 1 | Solbiatese |  |

| 5 novembre 1989 8ª giornata | Solbiatese | 1 – 1 | SPAL |  |

| 12 novembre 1989 9ª giornata | Orceana | 1 – 1 | Solbiatese |  |

| 19 novembre 1989 10ª giornata | Solbiatese | 0 – 0 | Varese |  |

| 26 novembre 1989 11ª giornata | Solbiatese | 1 – 1 | Palazzolo |  |

| 3 dicembre 1989 12ª giornata | Ravenna | 2 – 1 | Solbiatese |  |

| 10 dicembre 1989 13ª giornata | Solbiatese | 1 – 1 | Cittadella |  |

| 17 dicembre 1989 14ª giornata | Juventus Domo | 1 – 0 | Solbiatese |  |

| 30 dicembre 1989 15ª giornata | Solbiatese | 1 – 1 | Treviso |  |

| 7 gennaio 1990 16ª giornata | Solbiatese | 1 – 0 | Valdagno |  |

| 14 gennaio 1990 17ª giornata | Centese | 1 – 1 | Solbiatese |  |

#### Girone di ritorno
| 28 gennaio 1990 18ª giornata | Solbiatese | 0 – 0 | Ospitaletto |  |

| 4 febbraio 1990 19ª giornata | Sassuolo | 1 – 1 | Solbiatese |  |

| 11 febbraio 1990 20ª giornata | Solbiatese | 2 – 1 | Legnano |  |

| 18 febbraio 1990 21ª giornata | Pergocrema | 2 – 2 | Solbiatese |  |

| 4 marzo 1990 22ª giornata | Solbiatese | 0 – 1 | Virescit Bergamo |  |

| 11 marzo 1990 23ª giornata | Suzzara | 0 – 0 | Solbiatese |  |

| 18 marzo 1990 24ª giornata | Solbiatese | 0 – 1 | Pro Sesto |  |

| 25 marzo 1990 25ª giornata | SPAL | 0 – 0 | Solbiatese |  |

| 1º aprile 1990 26ª giornata | Solbiatese | 2 – 0 | Orceana |  |

| 8 aprile 1990 27ª giornata | Varese | 0 – 1 | Solbiatese |  |

| 14 aprile 1990 28ª giornata | Palazzolo | 1 – 1 | Solbiatese |  |

| 29 aprile 1990 29ª giornata | Solbiatese | 3 – 0 | Ravenna |  |

| 6 maggio 1990 30ª giornata | Cittadella | 1 – 0 | Solbiatese |  |

| 13 maggio 1990 31ª giornata | Solbiatese | 4 – 0 | Juventus Domo |  |

| 20 maggio 1990 32ª giornata | Treviso | 0 – 2 | Solbiatese |  |

| 27 maggio 1990 33ª giornata | Valdagno | 3 – 2 | Solbiatese |  |

| 3 giugno 1990 34ª giornata | Solbiatese | 4 – 1 | Centese |  |